# Tarn Beck (Irthing)
Der Tarn Beck ist ein Wasserlauf in Cumbria, England.
Der Tarn Beck entsteht am Greyfeld Common an der Westseite der Cheviot Hills aus dem Raehole Sike, dem Rotten Grain und mehreren unbenannten Zuflüssen. Er fließt in östlicher Richtung, bis er am Irthing Head mit dem Gair Burn den River Irthing bildet.